# Treta
En esgrima se llama treta al ardid que se ejecuta en el deporte. 
Es de dos maneras: o por razón de la postura de la espada o ganando los grados al perfil. 
- La treta que depende de la postura de la espada se ejecuta sujetando la espada contraria e hiriendo sin dejarla hasta que dada ya la herida, se retira a tal distancia que no le puedan alcanzar.
- La treta que depende de ganar grados al perfil es la que se ejecuta formando un compás con el pie derecho y a su lado llevando delante la espada enemiga según la mayoridad o minoridad del compás. Estas tretas se llaman también heridas y se les sobreañade, heridas antes de tiempo, en tiempo y después de tiempo conforme el movimiento que haya hecho el contrario para ofender, o defenderse. En las tretas hay tres dignidades, inferior, media y superior conforme la ventaja que se tome sobre el enemigo con la treta.

Fuera de esto hay tretas como subordinadas y especies de estas generales como son la estocada de puño, la cornada, el botonazo, la zambullida, la manotada, estocada a la mano, encadenada, enarcada, engavilanada, torneada, arrebatar, tajo, remesón, golpe a la espada, llamar, quiebra, la final, gratusa, ganancia, codazo, bruzal, canillazo, treta doble, tajo horizontal, revés orizontal, tajo ascendiente, revés, descendiente, escampabita, la defendida y la irremediable. 
Y a la daga le son propias las tretas que llaman empanada y encomendada, las cuales se suelen hacer también con capa, broquel y rodela, etc. Una de las más célebres tretas en la esgrima es la que llaman treta del tentado, la cual deja a los dos combatientes con igual potencia de herirse en unos mismos puntos al tiempo de la conclusión, formando las espadas líneas paralelas. Esta treta carece de verdadera destreza. 